# Oak Park (Michigan)
Oak Park város az USA Michigan államában, Oakland megyében. Lakosainak száma 29 560 fő (2020. április 1.).

## Népesség
A település népességének változása:
| Lakosok száma | 1079 | 29 319 | 29 560 |
|               | 1930 | 2010   | 2020   |